# Projekt 1559V
Projekt 1559V (jinak též třída Boris Čilikin) je třída zásobovacích tankerů postavených pro sovětské námořnictvo. Jedná se o mírně upravenou vojenskou verzi civilních tankerů třídy Velikij Okťabr. Plavidla slouží k zásobování válečných lodí palivem, vodou a dalšími pevnými zásobami. Celkem bylo postaveno šest jednotek této třídy. Po zániku SSSR získalo jeden tanker ukrajinské námořnictvo a zbylé ruské námořnictvo. Část tankerů pak byla přeměněna na obchodní lodě. Sovětské zkušenosti s touto třídou prokázaly potřebu stavby výrazně větších bojových zásobovacích lodí.

## Stavba
Vývoj tankerů projektu 1559T byl zadán roku 1967 projekční kanceláři Baltsudoprojekt. Šéfkonstruktérem plavidla byl S. N. Šumilov. Celkem bylo v letech 1971-1978 loděnicí v Leningradu postaveno šest tankerů této třídy.
Jednotky třídy Boris Čilikin:
| Jméno                     | Loďstvo       | Spuštěna   | Vstup do služby   | Status |
| ------------------------- | ------------- | ---------- | ----------------- | --- |
| Boris Čilikin             | černomořské   |            | listopad 1970     | Roku 1997 ponechán Ukrajině jako Makivka (U757). Dne 1. května 2001 prodán civilnímu uživateli. Od roku 2002 kambodžský tanker Asia. Sešrotován 2004. |
| Vladimir Kolečickij       | tichooceánské |            | 1972              | vyřazen 2012 |
| Sergej Osipov (ex Dněstr) | severní       |            | 1973              | 1997 přejmenován, aktivní |
| Ivan Bubnov               | černomořské   | duben 1974 | 19. července 1975 | aktivní |
| Genrich Gasanov           | severní       |            | 1976              | vyřazen 2015 |
| Boris Butoma              | tichooceánské |            | 30. října 1978    | aktivní |

## Konstrukce

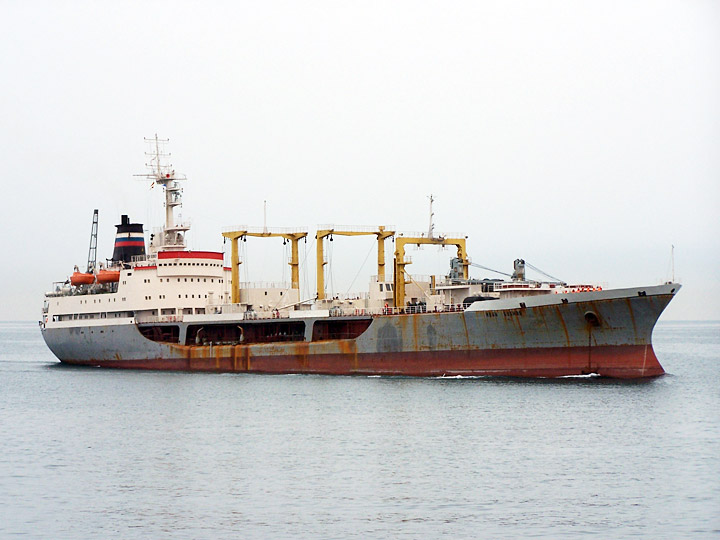
Ivan Bubnov

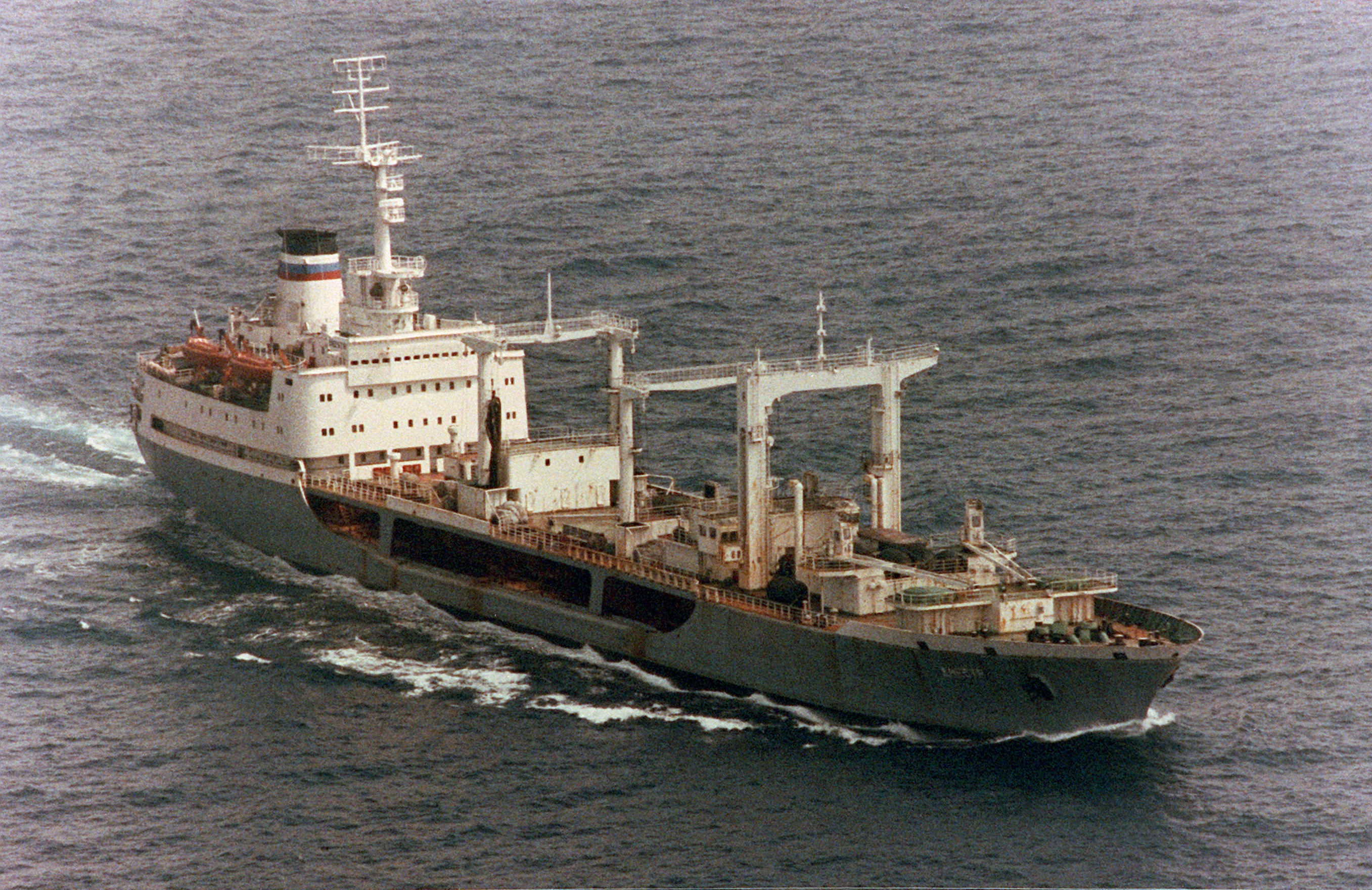
Dněstr

Plavidla mají kapacitu 13 000 tun paliva, 500 tun pitné vody, 400 tun potravin, 400 tun zásob a náhradních dílů a 400 tun munice. Palivo bylo předáváno čtyřmi zásobovacími stanicemi (pár na každém boku). Část lodí měla po jedné zásobovací stanici pro pevný náklad na každém boku, později postavená plavidla měla pouze jednu stanici pravoboku. První čtyři tankery byly vyzbrojeny dvěma 57mm dvoukanóny AK-725. Ty ale byly později demontovány a všechny tankery nadále sloužily neozbrojeny. Pohonný systém tvoří jeden diesel 6DNRN-74/160 o výkonu 7 159 kW, pohánějící jeden lodní šroub. Nejvyšší rychlost dosahuje 16 uzlů. Dosah byl 12 000 námořních mil při rychlosti 12 uzlů a 10 000 námořních mil při rychlosti 16 uzlů.

## Operační služba
Tanker Boris Čilikin byl roku 1994 aktérem rusko-ukrajinského incidentu s odvozem navigačního materiálu.